# Fortov
Fortovet er en del af vejen, som er forbeholdt fodgængere. Fortovet er som regel placeret i begge vejsider og er oftest hævet lidt over vejbanen. Fortovskanten gør, at fodgængerne kan være lidt tryggere.

## Etymologi
"Fortov" er måske en omdannelse af fortå, sidste led forældet ta ("faststampet plads, vej"); egentlig "forvej", vejen foran huset. 
En anden forklaring kan være, at ordet kommer af forte, den fast tiltrampede plads foran gårdene. Forten kunne være stor eller lille, måske kun en udvidelse af landsbygaden. I dag er Danmarks største og mest velbevarede forteby Volsted centralt i Himmerland.